# スプリングフィールドM1868
スプリングフィールドM1868（英:Springfield Model 1868）はオースキン・アリンが設計した数種類の「トラップドア・スプリングフィールド」後装式ライフル銃の一つである。

## 概要
トラップドア・スプリングフィールドは、前装式スプリングフィールドM1863を、比較的低コストで後装式に改造したものである。改造内容はパーカッションロック方式をトラップドア型後装式に変更したことに加え、M1866では銃身内部にライナー（インナーチューブ）を使用することにより58口径を50口径にボアダウンしていた。しかしながら、実戦においてはライナーが銃身から剥がれてしまうという問題が生じた。
この問題を解決するために、M1868ではライナーの代わりに、銃身そのものを新しいものに交換した。新しい銃身は、32.5インチとM1866の36.5インチよりやや短くなった。銃床への固定バンドは、M1866の3個から2個に減らされた。このため、M1866では真ん中のバンドにあった負い紐用バックルは、前部バンドに移された。またレシーバーも新しくされた。1867年8月27日にW.H. & G.W. Millerが取得した特許（米国特許68,009）の排莢機構を使用した最初のトラップドア・スプリングフィールドである。M1868の全長は51インチであった。
.50-70ガバメント弾を使用するM1868は5万丁以上が製造された。M1868は新規設計モデルであるスプリングフィールドM1873のベースモデルとなった。M1873は.45-70-405弾を使用したが、1873年に制式化された後、米国の各軍で20年以上にわたって使用された。
1860年代後半から1870年代始めまで、多くの陸軍部隊が時代遅れの前装式ライフルや、スペンサー銃・シャープス銃のような52口径パーカッションライフルを使用していた。陸軍はライフルと弾丸の標準化を求めており、M1868の生産が本格的になると、旧式銃をM1868に交換していった。
銃身を221⁄4インチに切り詰めたM1868カービンも試作されたが、量産はされなかった。

## 参考資料
1. ↑  http://www.nps.gov/spar/historyculture/sa-firearms-questions.htm Springfield Armory Weapons Research
2. ↑  "US Army in the Plains Indian Wars, 1865-91" By Clayton K. S. Chun, Duncan Anderson